# Морис Юстас (лорд-канцлер)
Сэр Морис Юстас (англ. Sir Maurice Eustace; ок. 1590 — 22 июня 1665) — ирландский политик, адвокат и судья XVII века, который провел последние годы своей карьеры в качестве лорда-канцлера Ирландии (1660—1665). Это была должность, для которой он чувствовал себя совершенно непригодным и в которой он, по общему мнению, потерпел неудачу.

## Семейное происхождение
Юстас родился около 1590 года в Каслмартине, графство Килдэр. Старший из трёх сыновей Джона Фицуильяма Юстаса, констебля Нейса (? — 1623). Мало что известно о его матери, которую, как полагают, звали Кэтрин д’Арси, или о его сестрах, кроме того факта, что некая сестра, которую по-разному называют Элизабет или Элеонора, вышла замуж за Эдмунда Китинга и была матерью Джона Китинга (1630—1691), главного судьи ирландского суда общей юрисдикции. Юстасы из Кастлмартина были ветвью известной «староанглийской» семьи ФицЮстас, носивших титул виконт Балтингласс, но в отличие от своих двоюродных братьев из Балтингласса каслмартинская ветвь семьи Юстас не играла никакой роли в восстаниях Десмондов в 1580-х годах, большинство из них были известны своей преданностью английской короне. Со временем Морису предстояло вернуть большую часть имущества, конфискованного у его кузенов из линии Балтингласс, которое оставалось в семье вплоть до восемнадцатого века. В вопросах религии семья разделилась в симпатиях; двоюродный дед и тезка судьи, также названный Морисом Юстасом, был осужден властями как иезуит в 1581 году, признан виновным и казнен. Сам судья Морис Юстас, хоть и протестант, был исключительно терпим в вопросах религии.
Более поздний сэр Морис Юстас (? — 1693), первый и последний из баронетов из Каслмартина, принадлежал к той же ветви рода, будучи внуком одного из дядей канцлера; его не следует путать ни с третьим сэром Морисом Юстасом, который был племянником лорда-канцлера, ни с родным сыном лорда-канцлера, который был ещё одним Морисом.

## Ранняя карьера
Морис Юстас учился в Дублинском университете, а после его окончания стал членом этого университета и его преподавателем на иврите; в своём завещании он оставил наследство, чтобы вести еврейскую лекцию в Тринити-колледже . Однако он твердо решил заняться юридической карьерой, и через два года он уволился из братства и поступил в Линкольнс-Инн. Он также твердо решил сделать карьеру в политике и установил полезные политические контакты через своего отца, который был знаком с лордом-депутатом Ирландии Оливером Сент-Джоном, 1-м виконтом Грандисоном (1559—1630).
Он провел некоторое время в Англии после того, как его вызвали в адвокатуру, но к 1630 году вернулся в Дублин. Он быстро создал чрезвычайно прибыльную юридическую практику; говорили, что он мог «заработать сорок золотых монет за утро».
В 1634 году Морис Юстас вошёл в Ирландскую Палату общин в качестве депутата от Атая (1634—1639). В отличие от некоторых «старых англичан», он был искренним сторонником могущественного и грозного лорда-наместника Ирландии Томаса Уэнтуорта, 1-го графа Страффорда, который в свою очередь восхвалял Юстаса как честного и способного человека и посвятил его в рыцари. Он стал премьер-сержантом, затем старшим юридическим советником короны. В качестве сержанта он выступал в качестве дополнительного судьи присяжных в 1637 году по просьбе Уэнтуорта, который хотел обуздать честолюбие восходящего адвоката Джерома Александера который надеялся получить привилегию, выступая в качестве судьи-присяжного, но которого Уэнтуорт ненавидел . В 1640 году Морис Юстас был переизбран в Палату общин в качестве депутата от графства Килдэр и стал спикером Палаты общин (1640—1649). Его официальная приветственная речь на открытии парламента 1640 года считается хорошим примером его витиеватого стиля ораторского искусства.
В отличие от многих политических союзников графа Страффорда, он не пострадал политически в результате импичмента и казни Страффорда в 1641 году. Хотя «староанглийские» джентри ненавидели Страффорда так же сильно, как и «ново-английские» поселенцы, Морис Юстас был одним из них, и его все любили и уважали. Он оставался спикером Палаты общин до 1647 года; на своём последнем заседании палата выразила благодарность за «многие добрые услуги, оказанные сэром Морисом Юстасом их спикеру», и зловеще высказалась о «закоренелой ненависти и злобе отвратительных мятежников» против него.

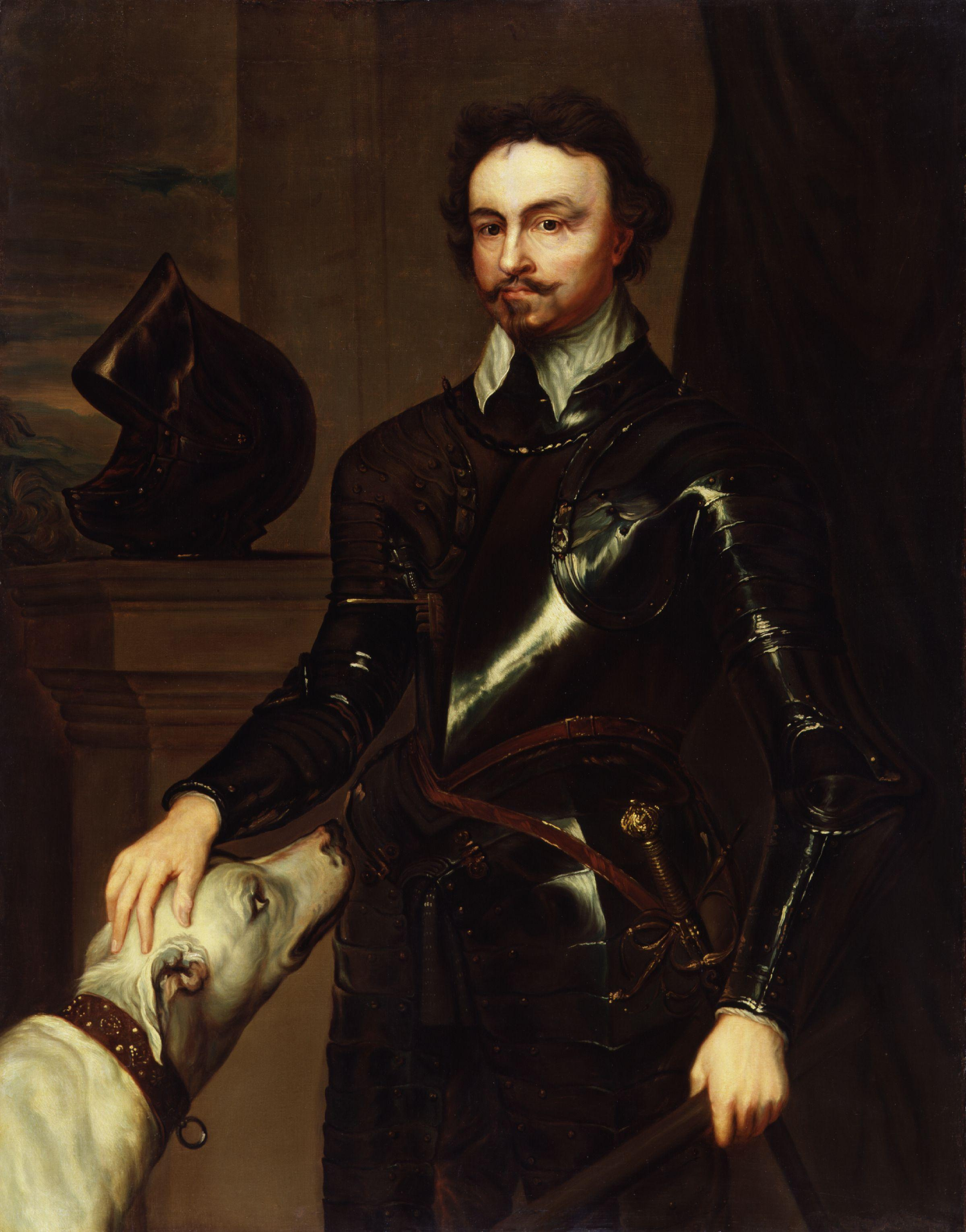
Томас Уэнтуорт, 1-й граф Стаффорд, портрет Антониса Ван Дейка.

## Гражданская война
Пока Дублин оставался под контролем роялистов, Морис Юстас процветал, несмотря на частые жалобы на вторжение в его владения, разграбление лесов и кражу скота. Он вернул себе старое фамильное поместье Палмерстаун, которое после того, как Балтингласская ветвь семьи Юстас лишилась своих владений, перешло к семье Аллен . В 1643 году, будучи известен как человек, который имел некоторое сочувствие к бедственному положению ирландских католиков, он был послан для переговоров с Ирландской конфедерацией в Килкенни. Он добился возвращения в должность министра внутренних дел. Находясь в должности мастера рукописей Ирландии, и приобрел землю в Атае и Конге. Однако в 1647 году маркиз Ормонд сдал Дублин парламентским войскам. Вскоре Юстаса арестовали и отправили в Честерский замок, где он пробыл семь лет. Его заключение не могло быть очень строгим, так как он вступил во внебрачные отношения с дамой (имя которой неизвестно), которая произвела на свет двоих детей. Он и мать его детей, которая, как говорят, была человеком определённого социального положения, все ещё были в дружеских отношениях в 1660-х годах.
После освобождения морис Юстас вернулся в Дублин. Он был вновь арестован и на короткое время заключён в тюрьму по подозрению в переписке с Карлом II, но вскоре был освобожден и получил разрешение возобновить практику в адвокатуре. Его преданность династии Стюартов никогда не подвергалась серьёзным сомнениям, и вполне вероятно, что он находился под некоторым наблюдением. В то же время он пользовался благосклонностью Генри Кромвеля, который говорил о нём как о выдающемся юристе, «которому я обязан и обязан добротой». Неясно, какую именно услугу оказал Юстас Кромвелю.

## Восстановление Стюартов
Во время Реставрации династии Стюартов в Ирландии неоспоримая преданность Мориса Юстаса короне в сочетании с его юридическим и политическим опытом сделали его человеком, который идеально подходил для высокого поста; кроме того, он был лично близок к герцогу Ормонду, который сделал бы все, чтобы помочь другу. Соответственно, он был назначен лордом-канцлером Ирландии и лордом-судьей Ирландии, осуществляя полномочия лорда-лейтенанта в его отсутствие совместно с Чарльзом Кутом, 1-м графом Маунтратом, и Роджером Бойлом, 1-м графом Оррери. Он принял титул пэра но позже передумал, вероятно, потому, что у него не было законного сына, чтобы унаследовать его.
По иронии судьбы единственное серьёзное возражение против его назначения исходило от самого Юстаса. Его все больше тянуло к сельской жизни, и он с нетерпением ждал своей отставки в своём любимом загородном поместье Харристаун-Касл, который он восстанавливал после разрушений, нанесённых ему во время Гражданской войны, и который ко времени его смерти считался одним из лучших домов в Ирландии . Кроме того, он искренне сомневался, что его возраст и плохое здоровье подходят ему для высокого поста. Он написал патетически государственному секретарю:
— Я…. я уже слишком стар, чтобы служить обществу. Я не желаю ни такого поста, ни каких-либо милостей, кроме как оставаться в хорошем мнении Его Величества. Надеюсь, что теперь я не буду лишен всякой общественной работы".

## Лорд-судья Ирландии
Как лорд-судья, Юстас был вовлечен в ожесточенные споры (которые привели к принятию Акта об урегулировании 1662 года) между, главным образом, католическими роялистами, которые были лишены собственности в Кромвелевском урегулировании 1652 года, и вновь прибывшие парламентарии, купившие свои поместья. Морис Юстас по рождению принадлежал к обездоленному классу и полностью разделял его интересы; и хотя он сам был протестантом, он твердо верил в равные права для католиков. Это поставило его в противоречие с другими лордами-судьями, графом Маунтратом (до его смерти в конце 1661 года) и графом Оррери: они были твердыми сторонниками кромвелевцев, которых Юстас считал преступниками, и, по его мнению, оба были непримиримо враждебны католикам. В своей личной переписке с Ормондом он обличал своих коллег — лордов-судей с такой яростью, что Ормонд в ответ убеждал его проявить больше благоразумия. Морис Юстас действительно добился некоторых уступок для роялистов в акте урегулирования, но борьба истощила его, и он был благодарен, когда прибытие Ормонда в Дублин в 1662 году позволило ему уйти с поста лорда-судьи. Будучи всегда проницательным деловым человеком, Морис Юстас позаботился о том, чтобы ирландский парламент принял частный акт, подтверждающий его право на наследство.

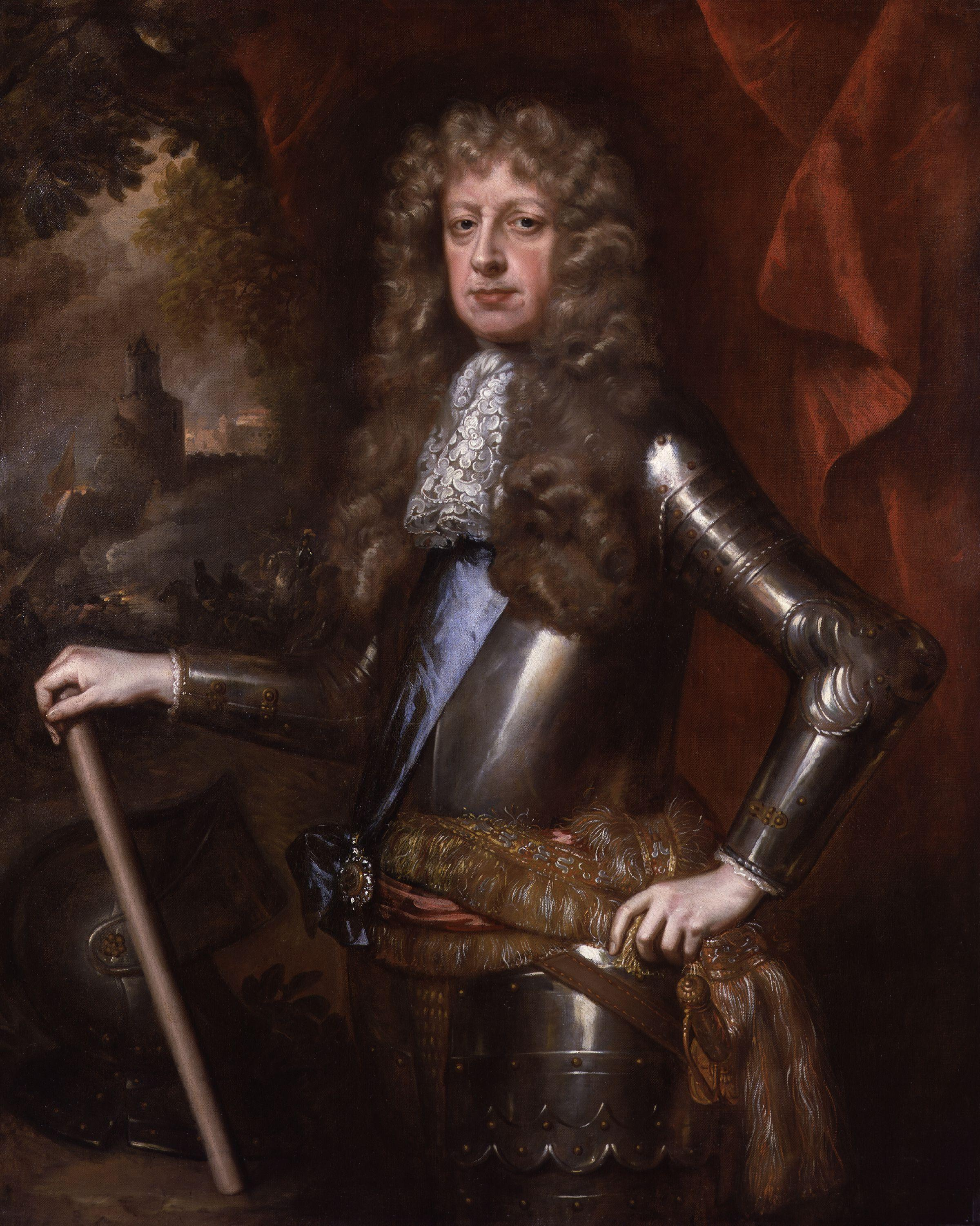
Дждеймс Батлер, 1-й герцог Ормонд, портрет работы Виллема Виссинга[en], 1680—1685 годы

## Лорд-канцлер Ирландии
Предсказание Мориса Юстаса о том, что он потерпит неудачу на посту лорда-канцлера, по общему мнению, полностью оправдалось: политическая борьба, физические болезни, частые приступы депрессии и семейные неурядицы почти лишили его сил в последние годы жизни. Он также был обескуражен неудачей своих благонамеренных усилий по обеспечению религиозной терпимости для католиков: герцог Ормонд, хотя и был лично достаточно терпим в вопросах религии, не оказывал ему никакой поддержки в этом вопросе, решившись на политику простого закрывания глаз на практику католической веры в той мере, в какой это было возможно. Он не позволил Юстасу разрешить католическим адвокатам выступать в его суде или назначаться в комиссии по делам мира, и дал ему разумный совет, что он не должен беспокоиться о том, что он не может изменить.
В 1663 году у Мориса Юстаса, по-видимому, случился нервный срыв, из-за которого он некоторое время был совершенно не в состоянии выполнять свои обязанности. В это время ряд жалоб на непригодность Юстаса к должности дошёл до английского лорда-канцлера Эдварда Хайда, 1-го графа Кларендона, с которым не советовались по поводу назначения Юстаса, поскольку герцогу Ормонду были даны все полномочия назначать ирландских судей. Кларендон, который был крайне низкого мнения о способностях Юстаса, написал герцогу Ормонду, что Юстас должен либо сделать благородный поступок, подав в отставку, либо быть уволен. Герцог Ормонд всегда был верен своим старым друзьям, может быть, и не без греха: Элрингтон Болл замечает, что тех, кого он когда-либо любил, он будет любить до конца. Он не стал защищать поведение Мориса Юстаса как судьи, но указал на его долгую преданность английской короне и предположил, что увольнение будет плохой наградой за это. В этом случае оказалось очень трудно найти подходящую замену на посту канцлера, и вопрос об увольнении Юстаса все ещё оставался нерешённым, когда он умер. Его смерть не разрешила проблему поиска подходящей замены, и в последний раз было решено назначить лордом-канцлером старшего священнослужителя Майкла Бойла, архиепископа Армы. По иронии судьбы Майкл Бойл, не юрист, считался лучшим канцлером, чем Морис Юстас, поскольку его добросовестная преданность долгу компенсировала недостаток юридического образования.

## Наследники
Морис Юстас всегда был проницательным деловым человеком, и, несмотря на свои профессиональные проблемы, он продолжал процветать в финансовом отношении, вернув большую часть поместийрода Юстасов, конфискованных ветвью семьи Балтинглас, и накопив состояние, которое, по оценкам, составляло от шестидесяти до восьмидесяти тысяч фунтов (что делало его мультимиллионером по современным стандартам). Он владел землями в нескольких графствах и много сделал для улучшения города Балтингласс. Он вернул себе фамильное поместье Палмерстаун и купил земли в Чейплизоде, которые позже стали частью Феникс-парка.

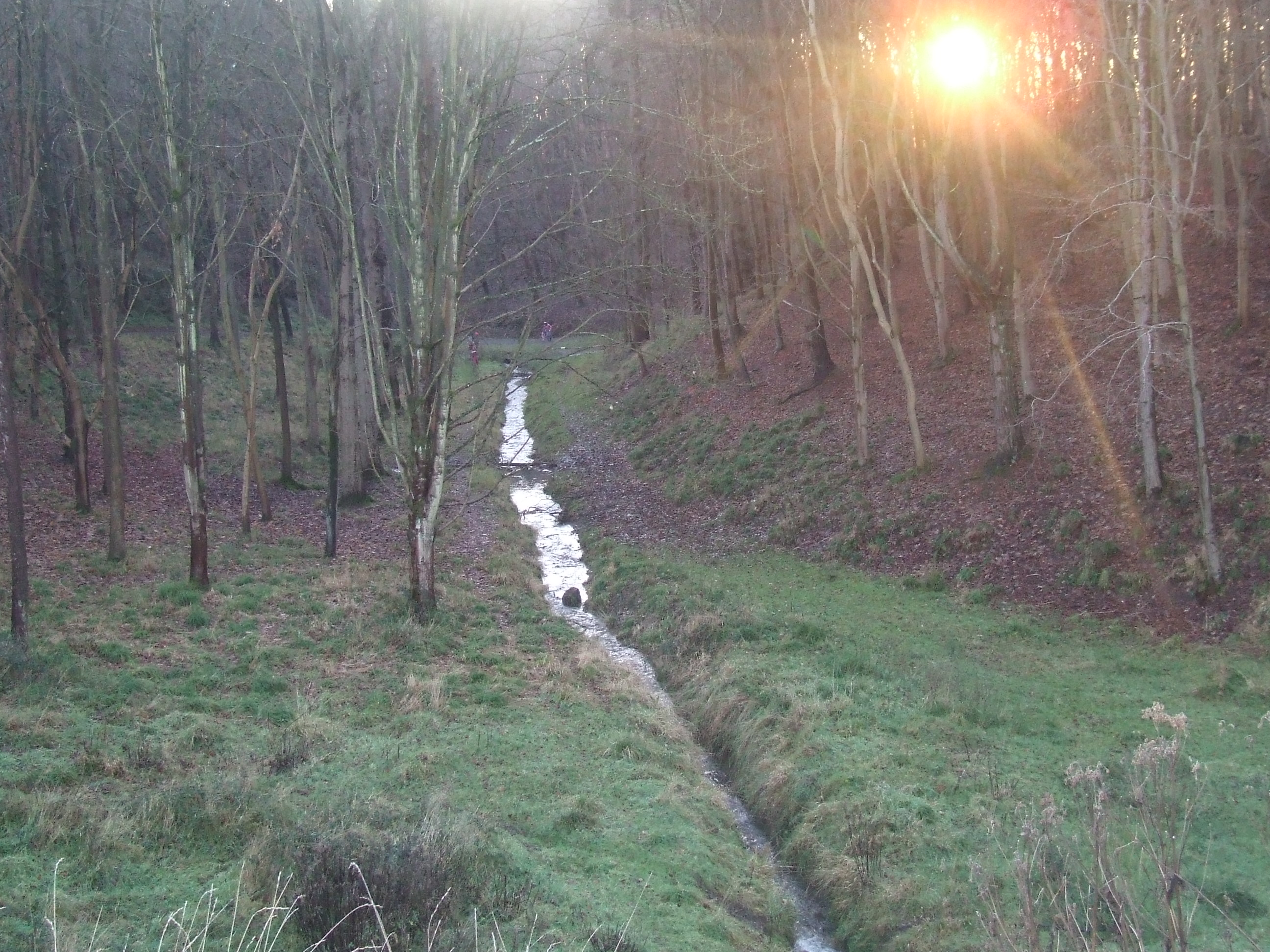
Феникс-парк

Вопрос о том, как распорядиться своим состоянием, занимал его в последние годы жизни все больше и больше. Его брак в 1633 году с Сесили (или Чарити) Диксон (1606—1678), дочерью сэра Роберта Диксона, лорда-мэра Дублина, был бездетным. За годы своего пребывания в Честере он вступил в отношения, которые произвели на свет сына (также называемого Морисом) и дочь Мэри, которых он стремился обеспечить, особенно потому, что он все ещё был в дружеских отношениях с их матерью, которая настаивала на том, чтобы её сын претендовал на наследство. Болл, который не называет её имени, предполагает, что она была человеком определённого социального положения. Морис Юстас, очевидно, дал ей какое-то обещание оставить свои земли их сыну, что противоречило публичному обещанию оставить их своему племяннику Морису, сыну его брата Уильяма и жены Уильяма Энн Неттервиля, дочери сэра Роберта Неттервиля из графства Мит. Он консультировался с известным проповедником Джереми Тейлором, епископом Дауна и Коннора, по этическому вопросу о том, является ли его обещание матери его детей обязательным; Тейлор сказал, что это не так. Вопрос о том, как уравновесить притязания сына и двух его племянников, Мориса и Джона Юстаса (младшего сына Уильяма), стал для него почти навязчивой идеей, до такой степени, что даже его верный друг, герцог Ормонд, был вынужден упрекать его за пренебрежение официальными делами ради личных интересов. Его последняя воля разделила имущество между его племянниками, решение, которое привело к плохим чувствам и гораздо более длительным судебным разбирательствам (что, вероятно, было связано с решительной попыткой некоего капитана Энглси завладеть особняком Юстаса).
В конце концов младший сэр Морис завладел и Харристауном, и таунхаусом. Он вернулся в Ирландию из изгнания, где умер его старший брат Джон, в 1697 году, и он, в свою очередь, умер в 1703 году, не пережив мужского потомства. Он женился, во-первых, на Энн Колвилл, а во-вторых, на Клотильде Парсонс. Его поместье было поделено между тремя оставшимися в живых дочерьми, из которых наиболее известна младшая Клотильда Юстас (1700—1792), «умная и превосходная женщина», вышедшая в 1726 году замуж за поэта Томаса Тикелла (1685—1740) и ставшая бабушкой драматурга Ричарда Тикелла (1751—1793). Её сводная сестра Пенелопа Юстас вышла замуж, во-первых, за Роберта Эчлина (1674—1706), старшего сына сэра Генри Эчлина (1652—1725), а во-вторых, за Эдварда Стратфорда, в то время как её сводная сестра Эн Юстас (? — 1713) вышла замуж за ирландского депутата Палаты общин Бенджамина Четвуда (1655—1728), от которого у неё было несколько детей.

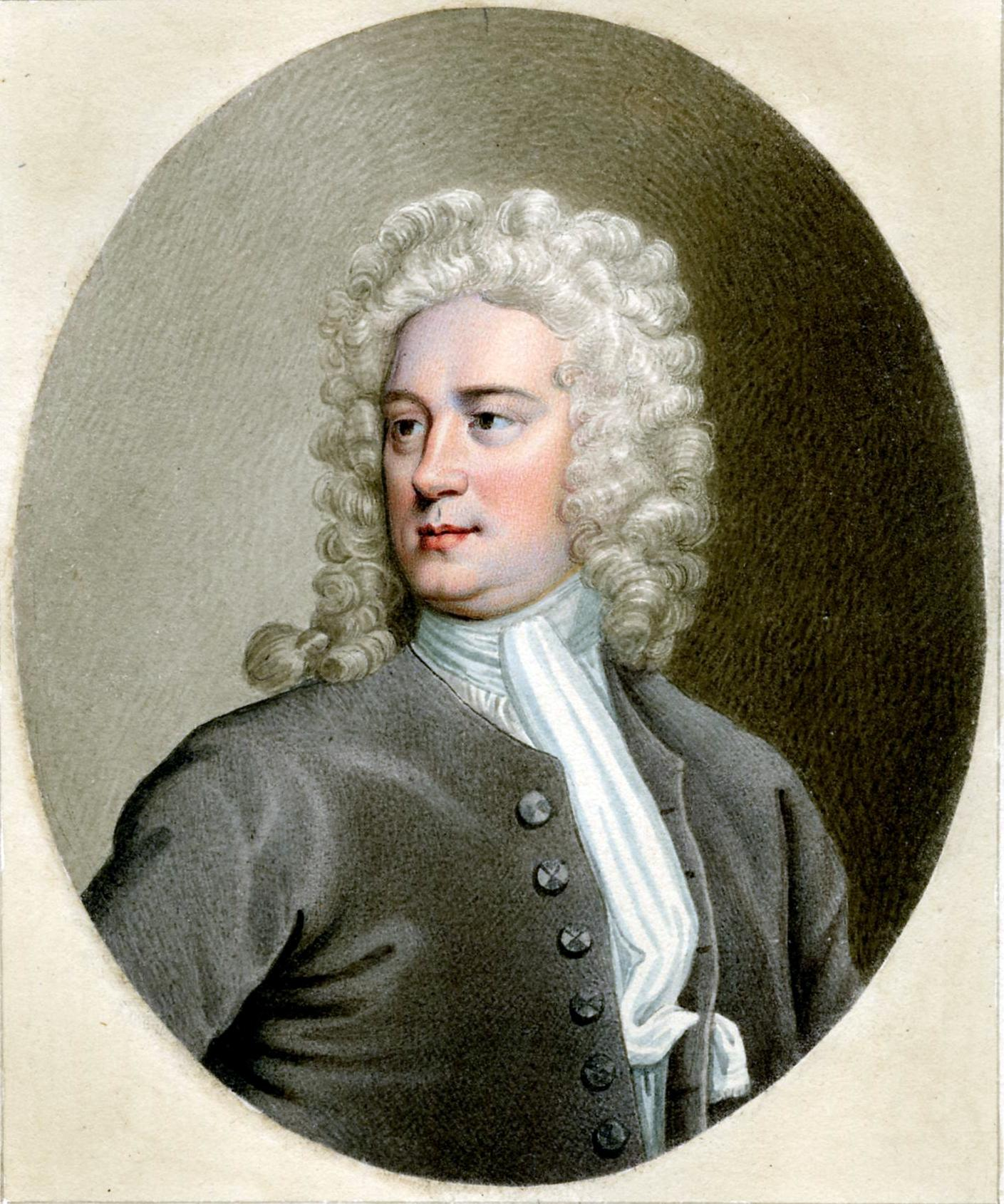
Томас Тикелл (1685—1740), ирландский поэт, женившийся на внучатой племяннице Мориса Клотильде Юстас

## Титул
Ирландский писатель Элрингтон Болл утверждает, что Морису Юстасу был предложен титул вскоре после реставрации Стюартов. Он сначала принял титул барона Портлестера (в память известного XV века члена семьи Юстас), а потом передумал, на том основании, что не было смысла в создании титула, который от не передать ни своему сыну, ни своим племянникам.

## Смерть и мемориалы
В 1665 году Морис Юстас, которому к тому времени уже перевалило за семьдесят, казалось, полностью восстановил своё физическое и душевное здоровье. На свадьбе своей племянницы Мэри с Ричардом Диксоном (который, по-видимому, был близким родственником жены Мориса) летом он был «проворен, как пчела». Однако вскоре после этого у него случился инсульт, и он умер 22 июня 1665 года<. Он был похоронен в частной церемонии на следующее утро после своей смерти в Каслмартине, и правительство отметило его заслуги перед короной официальным мемориалом в Соборе Святого Патрика три недели спустя, с восковой фигурой вместо его тела. Его вдова дожила до 1678 года.
Его именем была названа Юстас-стрит в центре Дублина, где стоял его Городской дом Дамаск. До наших дней не сохранилось никаких следов Дамаска, но известно, что это был один из самых больших домов в Дублине, и Джонатан Свифт восхищался и домом, и садом. Смерть Юстаса привела к спору, в котором его наследникам пришлось отбиваться от решительных попыток некоего «капитана Англси», о котором мало что известно, захватить Дамаск силой.